# Родна кућа Ђорђа Натошевића
Родна кућа Ђорђа Натошевића се налази у Старом Сланкамену, у општини Инђија. Подигнута је почетком 19. века и представља споменик културе од великог значаја.
На жалост, 2020.године кућа се због не одржавања срушила.

## Ђорђе Натошевић
Др Ђорђе Натошевић (1821–1887), лекар и просветитељ, који је свега три године провео у лекарској пракси и, сасвим неуобичајено, посветио се педагошкој струци. Још на школовању у Бечу, револуционарне 1848. године, поставио је програм „реформе целокупног народног живота”. Прво као професор 1853. године, а затим директор Српске гимназије у Новом Саду, започео је са реформом своје гимназије. Већ 1857. постао је у управи војводине у Темишвару царским и краљевским школским саветником и постаје управитељ и надзорник свих српских школа у Војводини. Радио је и као референт у Министарству просвете Кнежевине Србије, а био и председник Матице српске.
Његовим залагањем и радом основано је више српских народних школа у Срему, учитељске школе у Пакрацу и Карловцу, девојачке школе у Новом Саду, Панчеву и Сомбору. Поред разноврсних активности на реформи школства, ширењу напредних идеја и буђењу националне свести, ангажовао се и у ширем просветитељском раду. Веома много је објављивао у свим српским листовима, прилоге из медицине, хигијене, физике, хемије, методологије, ботанике и других природних наука, као и историје, географије, економије. Постао је један од првих чланова књижевног одељења Матице српске у Новом Саду, а 1881. и њен председник, на чијем челу остаје све до своје смрти. 
Основао је уређивао и издавао први српски педагошки лист Школски лист и прве српске дечје новине Пријатељ српске младежи.
За оно што је оставио иза себе Скупштина Војводине је 1996. године установила признање са његовим именом које се додељује појединцима за стваралачки допринос унапређењу наставе. Умро је 1887. године и сахрањен са највећим почастима на Успенском гробљу у Новом Саду.

## Изглед куће
Лоцирана је на самој обали Дунава, са погледом на реку. Претпоставља се да је саграђена почетком 19. века, као приземни објекат, скоро квадратне основе, једноставних фасада без украса. Уличном фасадом доминира огромни забат, уоквирен профилисаним малтерским рамом, раздељен профилисаним венцем по половини.

## Значај
Одлука о утврђивању Аћимовића куће у Чачку за споменик културе, Решење Завода за заштиту споменика културе – Сремска Митровица број 191/75. од 18.06.1976. године.
Територијално надлежни завод за родну кућу Ђорђа Натошевића је Завод за заштиту споменика културе Сремска Митровица. 
Број у централном регистру је СК 1286 од 29.12.1997. године а број 8 у регистру надлежног Завода је од 22.12.1997. године.
Категорија: Непокретно културно добро од великог значаја
Број и датум службеног гласила одлуке о категоризацији: "Службени лист Аутономне покрајине Војводине" број 28/91.